# 許田インターチェンジ
許田インターチェンジ（きょだインターチェンジ）は、沖縄県名護市字幸喜にある沖縄自動車道のインターチェンジである。 

## 概要
インターチェンジの料金所は約1キロメートルほど離れた本線上にある。沖縄自動車道の法律上の起点は当ICであるが、案内上は那覇ICが起点で当ICが終点としている（キロポストも同様）。接続する一般道路（国道58号）へは北向きに接続している。同道路は、当IC以南は片側1車線、合流地点以北は片側2車線となっており、上下線とも右側車線がICへ続いている。
当ICで一旦自動車専用となる道路は途切れるが、名護東道路の事業区間全通と同時に道の駅許田前の信号交差点が廃止されたため、名護東道路の数久田ICを経て伊差川ICまではノンストップ走行が可能となっている。

## 歴史
- 1975年（昭和50年）5月20日：石川IC - 許田IC間開通に伴い、供用開始[2]。

## 道路
- E58 沖縄自動車道（10番）

## 接続する道路
- 直接接続
  - 国道58号

## 許田料金所

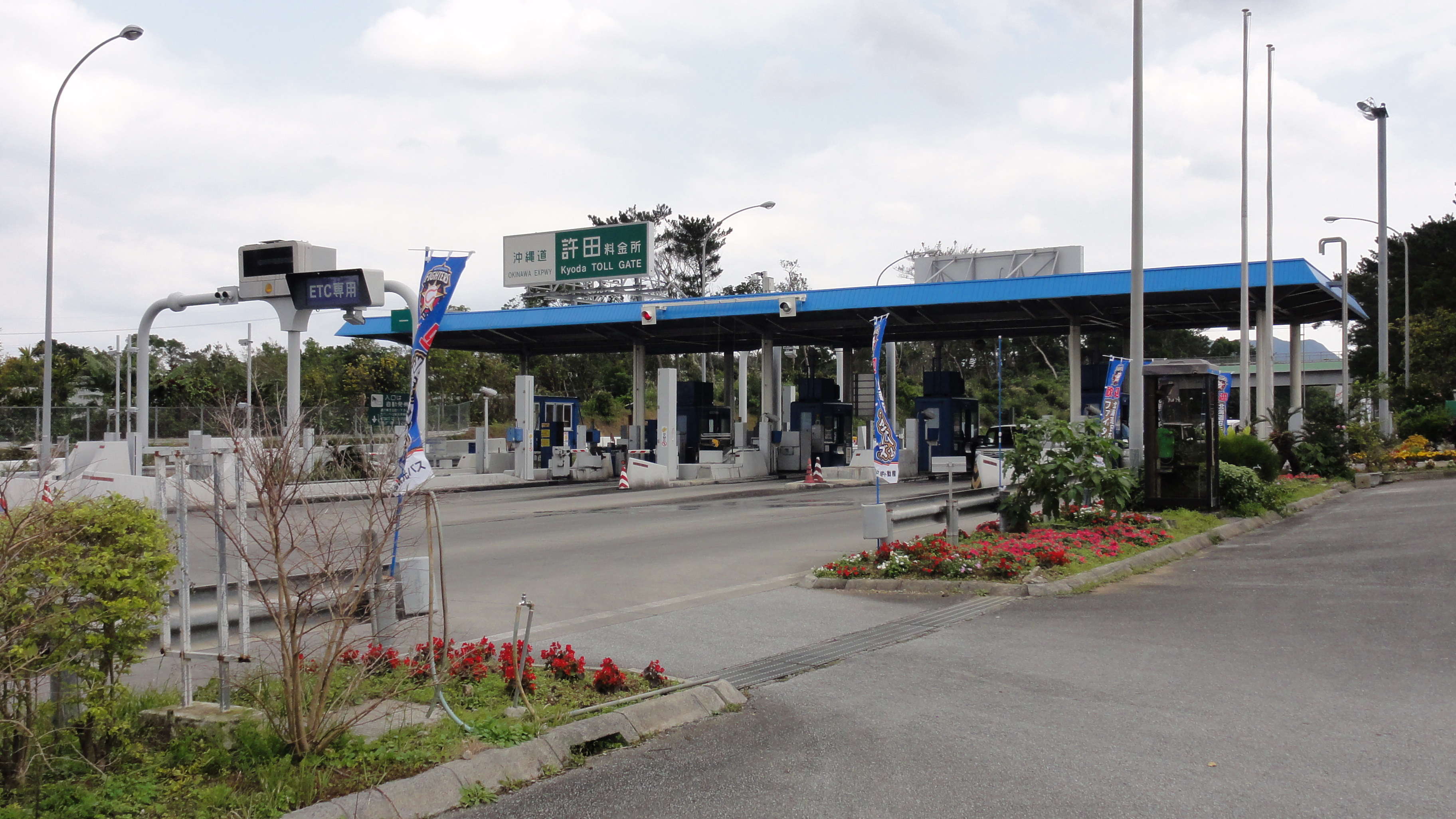
許田料金所

- ブース数：6

### 許田方面
- ブース数：4
  - ETC専用：1
  - 一般：3

### 那覇・那覇空港道方面
- ブース数：2
  - ETC専用：1
  - 一般：1

## バス停
最寄バス停許田バス停
- 20番（名護西線） 琉球バス交通・沖縄バス
- 120番（名護西空港線） 琉球バス交通・沖縄バス

道の駅許田バス停
許田バス停のひとつ北東側にある、道の駅許田最寄りのバス停。許田ICまで高速道路を走行するやんばる急行バスがICを下りて最初に停車するバス停である（那覇方面はIC前最後となる）。
- 20番（名護西線） 琉球バス交通・沖縄バス
- 120番（名護西空港線） 琉球バス交通・沖縄バス
- やんばる急行バス

世富慶バス停
那覇方面から高速道路を走行する111・117番が、ICを下りて最初に停車するバス停である（那覇方面はIC前最後となる）。なお、IC最寄りの許田バス停からは約5分の位置にある。
- 20番（名護西線） 琉球バス交通・沖縄バス
- 77番（名護東（辺野古）線） 沖縄バス
- 78番（名護東部線） 琉球バス交通・沖縄バス
- 111・117番（高速バス） 琉球バス交通・沖縄バス・那覇バス・東陽バス（111番のみ）
- 120番（名護西空港線） 琉球バス交通・沖縄バス
- やんばる急行バス

## 周辺
- 道の駅許田：ICより北へ、自動車で約3分[4]。
  - やんばる物産センター
- 部瀬名岬
- 沖縄海中公園
- いんぶビーチ
- 名護市民ビーチ

## 隣
E58 沖縄自動車道
(9) 宜野座IC - (10) 許田IC